# 滋賀県道55号上砥山上鈎線
滋賀県道55号上砥山上鈎線（しがけんどう55ごう かみとやまかみまがりせん）は、滋賀県栗東市を通る県道（主要地方道）である。

## 概要
滋賀県栗東市北の山交点を起点に栗東市上鈎北交点に至る。
栗東市内の約3km程の県道である。2016年（平成28年）3月19日に栗東水口道路が湖南市菩提寺〜栗東市小野間が開通したことにより、国道1号の慢性的渋滞が緩和されることが期待されている。なお、この県道が現時点（2016年12月現在）で栗東水口道路の終点になるため、前より交通量が増大傾向にある。

### 路線データ
- 起点：滋賀県栗東市北の山（滋賀県道12号栗東信楽線交点）
- 終点：滋賀県栗東市上鈎北（国道1号交点）

## 歴史
- 1993年（平成5年）5月11日 - 建設省から、県道上砥山上鈎線が上砥山上鈎線として主要地方道に指定される[1]。

## 路線状況

### 重複区間
- 滋賀県道116号六地蔵草津線（栗東市小野・手原東交差点 - 栗東市上鈎）

## 地理

### 交差する道路
- 滋賀県道12号栗東信楽線（栗東市上砥山・北の山交差点、起点）
- 栗東水口道路（小野ランプ）
- 滋賀県道116号六地蔵草津線（栗東市小野・手原東交差点）
- 名神高速道路 栗東IC
- 滋賀県道116号六地蔵草津線（栗東市上鈎）
- 国道1号（国道8号重複）（栗東市上鈎・上鈎北交差点、終点）

### 沿線にある施設など
- 琵琶湖カントリー倶楽部
- 滋賀県立国際情報高等学校
- 栗東歴史民俗博物館
- 栗東墓地公園
- 万年寺
- 栗東市立葉山東小学校
- 滋賀県立栗東高等学校
- 栗東市役所
- 西日本旅客鉄道（JR西日本）草津線 手原駅
- 滋賀中央信用金庫 栗東支店
- 平和堂 栗東店

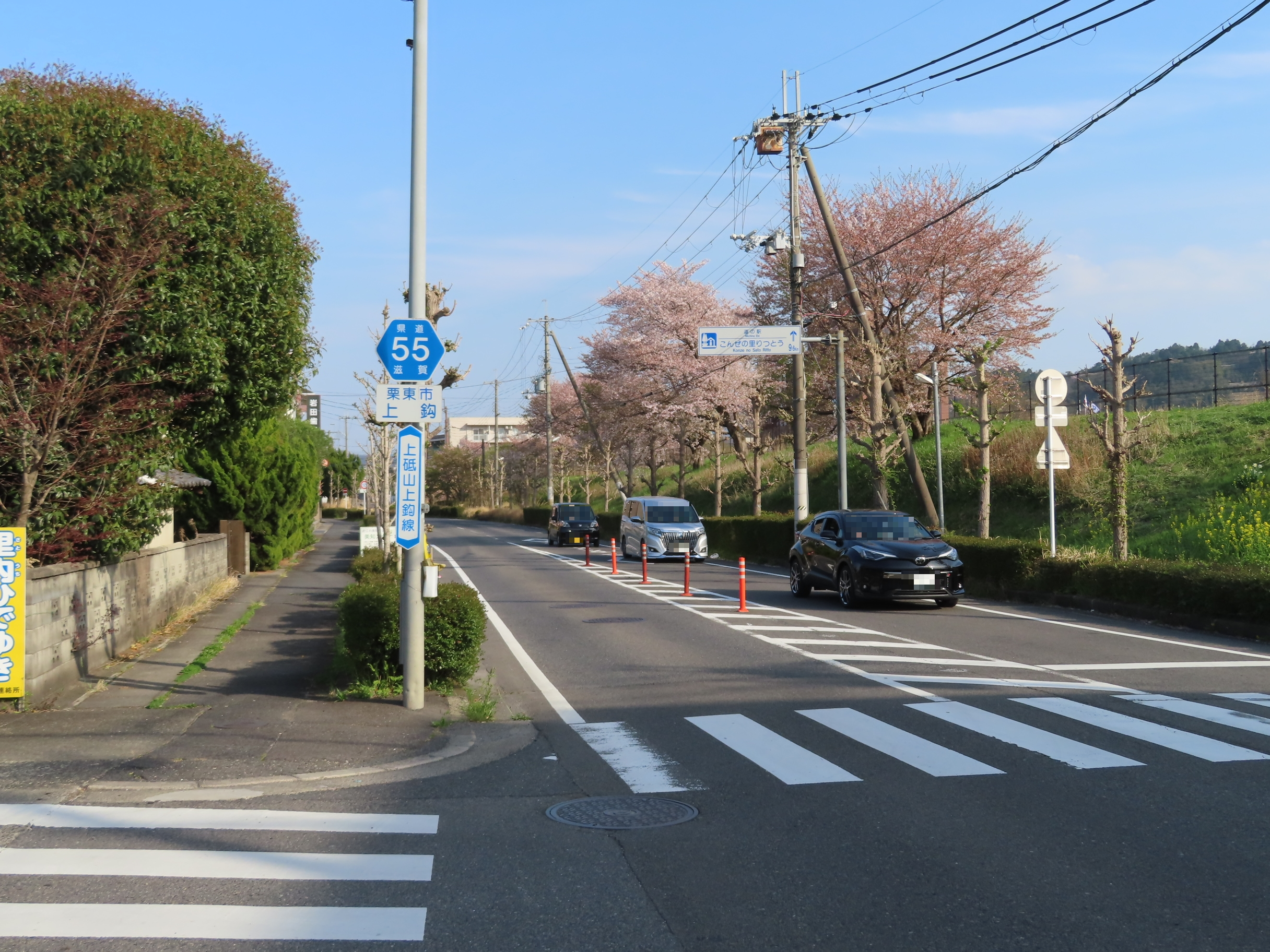
栗東市上鈎
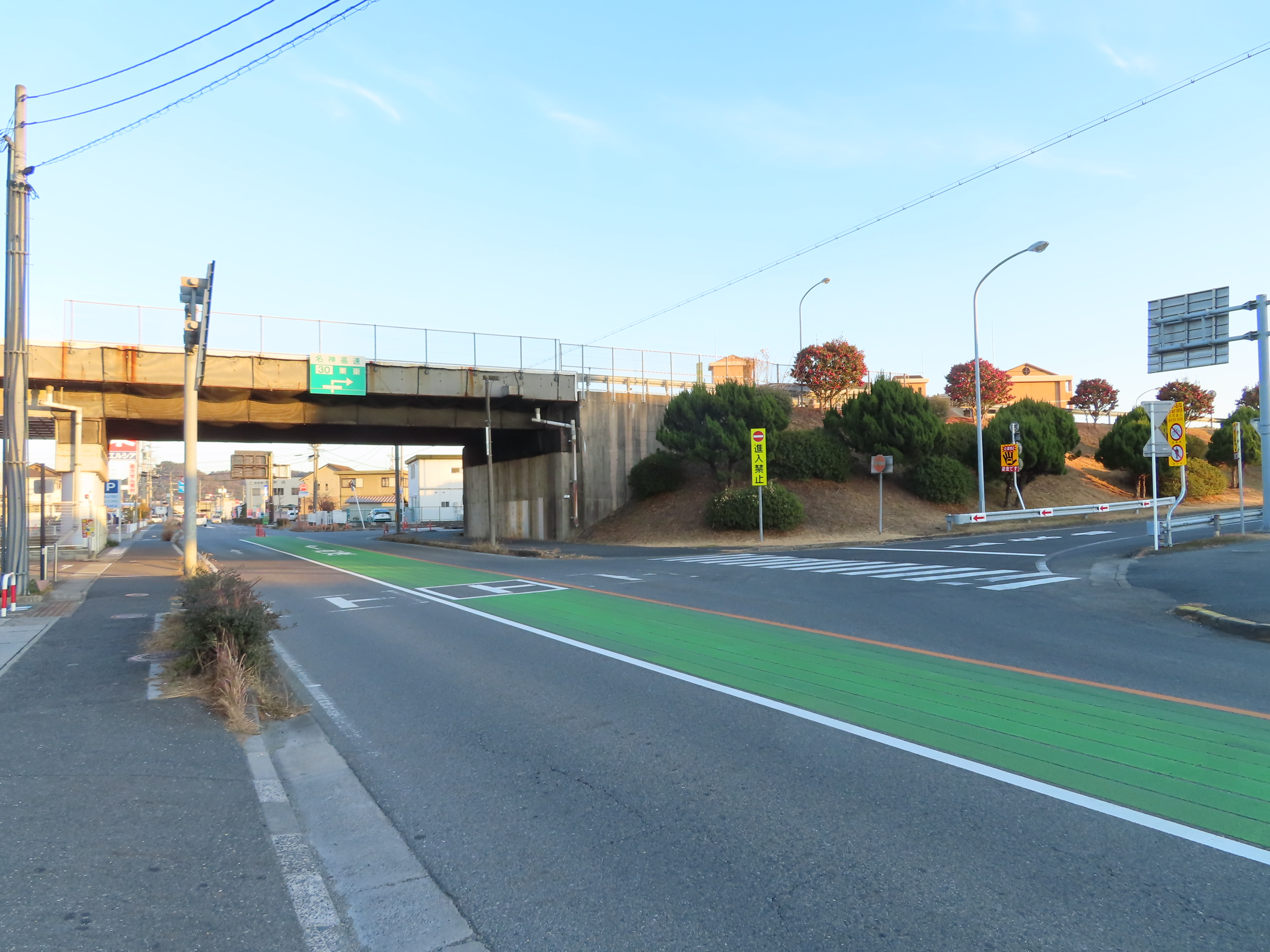
栗東インターチェンジ出入口